# Ноам Камара
Ноам Камара (фр. Noham Kamara; нар. 22 січня 2007) — французький футболіст, захисник клубу «Парі Сен-Жермен».

## Клубна кар'єра
Виступав за юнацьку команду «Торсі», а 2024 року приєднався до академії «Парі Сен-Жермен». 19 червня 2024 року підписав контракт з клубом до літа 2025 року. 24 березня 2025 року підписав контракт до 2027 року.
3 травня 2025 року дебютував в основному складі «Парі Сен-Жермен» в матчі Ліги 1 проти «Страсбура», вийшовши на заміну Лукасу Ернандесу.
Влітку 2025 року виступав на Клубному чемпіонаті світу в США. На турнірі був запасним, а його команда дійшла до фіналу, де поступилась англійському «Челсі».

## Статистика виступів
Станом на 10 травня 2025 
| Клуб              | Сезон             | Чемпіонат         | Чемпіонат | Чемпіонат | Кубок | Кубок | Єврокубки | Єврокубки | Інші  | Інші | Всього | Всього |
| Клуб              | Сезон             | Дивізіон          | Матчі     | Голи      | Матчі | Голи  | Матчі     | Голи      | Матчі | Голи | Матчі  | Голи   |
| ----------------- | ----------------- | ----------------- | --------- | --------- | ----- | ----- | --------- | --------- | ----- | ---- | ------ | ------ |
| Парі Сен-Жермен   | 2024–25           | Ліга 1            | 2         | 0         | 0     | 0     | 0         | 0         | 0     | 0    | 2      | 0      |
| Всього за кар'єру | Всього за кар'єру | Всього за кар'єру | 2         | 0         | 0     | 0     | 0         | 0         | 0     | 0    | 2      | 0      |

## Досягнення
«Парі Сен-Жермен»
- Чемпіон Франції: 2024–25[7]
- Володар Суперкубка УЄФА: 2025[8]